# بولايي (ساسكاتشوان)
بولايي (بالإنجليزية: Bulyea, Saskatchewan)‏ هي قرية تقع في كندا في ساسكاتشوان. يقدر عدد سكانها بـ 104 نسمة ومساحتها 1.28 كم2 .